# International Crisis Group
Die International Crisis Group (ICG) ist eine Nichtregierungsorganisation, welche Analysen und Lösungsvorschläge zu internationalen Konflikten liefert. Sie wird wesentlich von westlichen Regierungen, Stiftungen und Konzernen finanziert. In ihrem Politikfeld wird sie allgemein als der maßgebliche Ansprechpartner für Regierungen und internationale Organisationen, wie z. B. die Vereinten Nationen, die Europäische Union und die Weltbank, angesehen. ICG bietet Analysen und Politikberatung zu über 50 aktuellen oder drohenden Konfliktsituationen weltweit an.

## Geschichte
Die Organisation wurde 1995 von Morton Abramowitz (früherer U.S.-Botschafter in der Türkei und Thailand und später Präsident des Carnegie Endowment for International Peace), Mark Malloch Brown (später UNDP-Administrator, stellvertretender Generalsekretär der Vereinten Nationen sowie Staatsminister für Großbritannien) und George J. Mitchell, US-Senator und erster Vorsitzender der Crisis Group, gegründet.
Beteiligt an der Gründung und Finanzierung der ICG war und ist George Soros.
Er und sein Sohn Alexander Soros sind Mitglieder des Board of Trustees der ICG.
Von 2000 bis 2009 war der ehemalige australische Außenminister Gareth Evans Präsident und Geschäftsführer der Organisation. Von 2009 bis 2014 war Louise Arbour Präsidentin und leitende Geschäftsführerin. Sie war davor Hohe Vertreterin für Menschenrechte der Vereinten Nationen und Richterin am Obersten Gerichtshof Kanadas. Der Beirat (Board) von ICG besteht aus ehemaligen internationalen Politikern und Diplomaten. Aus Deutschland war bis  zum 30. Juni 2018  Wolfgang Ischinger vertreten. Er wurde am 1. Juli 2018 durch  Sigmar Gabriel ersetzt.  Die Schweiz vertritt Maria Livanos Cattaui. Externe deutsche Senior Berater sind Volker Rühe, Gernot Erler, Christoph Bertram und Uta Zapf.
Von September 2014 bis Dezember 2017 war Jean-Marie Guéhenno Präsident und Geschäftsführer. Der französische Diplomat war vorher unter anderem Sondergesandter der Vereinten Nationen und der Arabischen Liga für Syrien und Leiter des Centre for International Conflict Resolution an der Columbia University.
Seit Januar 2018 leitet Robert Malley, ehemaliges Mitglied der Obama-Administration, die Organisation.
Die ICG arbeitet sehr eng, auch personell, mit der UN zusammen.
So wurden zum Beispiel 2017 drei Mitglieder des ICG-Boards, darunter Präsident und CEO der ICG Jean-Marie Guéhenno, in das neu geschaffene UN-Beratungsgremium für Mediation (High-Level Advisory Board on mediation) berufen.
Mehrere Mitarbeiter der ICG wechselten zwischen Stellen bei der ICG und bei der UN hin und her.
So war zum Beispiel Louise Arbour im Jahr 2000 Mitglied des ICG-Boards, 2004 bis 2008 UN-Hochkommissarin für Menschenrechte, 2009 bis 2014 Präsidentin und CEO der ICG, ab 2017 UN-Sonderbeauftragte für Internationale Migration.

## Leitidee
Die Gründung der Organisation war eine Reaktion auf die Konflikte Somalia, Ruanda und Bosnien in den frühen 1990er Jahren. ICG will dazu beitragen, dass solch tragische Ereignisse früh genug erkannt werden und effektiv darauf reagiert wird.
Es sollte eine neuartige Organisation werden, die Regierungen, internationale Organisationen, sowie die gesamte internationale Gemeinschaft bei der Früherkennung und Verhinderung drohender Konflikte unterstützt. Analysten vor Ort sollten früh vor möglichen Konflikten warnen. Gleichzeitig sollte ein einflussreicher Vorstand effektives Handeln auf höchster politischer Ebene weltweit ermöglichen.

## Arbeitsfelder
Konfliktprävention und -lösung gehören zum Kerngeschäft der Crisis Group. Wie die Nichtregierungsorganisation selbst angibt, nimmt sie ihre Aufgaben auf verschiedene Arten wahr:
- Durch Frühwarnung, mit dem monatlichen CrisisWatch-Bericht sowie mit „crisis alerts“, die auf die Eskalation eines Konfliktes aufmerksam machen.
- Durch Engagement in und Beiträgen zu Friedensverhandlungen.
- Durch das Erarbeiten von hochdetaillierten Analysen und Ratschlägen. Damit hilft die ICG Entscheidungsträgern in Regierungen und internationalen Organisationen (UN-Sicherheitsrat, EU), Konflikte besser vorherzusehen und darauf zu reagieren.
- Durch die Bereitstellung von detaillierten Informationen zu den Themen Konflikte, Massengewalt und Terrorismus. Sie sind besonders nützlich für politische Entscheidungsträger, z. B., wenn es um die radikale islamistische Terrororganisation Jemaah Islamiyah in Indonesien, die verschiedenen Jihadi-Gruppen in Afghanistan und Pakistan oder die islamischen Gerichte in Somalia geht.
- Die ICG bietet strategische Ansätze zur Lösung einiger der komplexesten Konflikte und Krisensituationen der Welt. Die nukleare Bewaffnung Irans, die Rolle des Islamismus, der arabisch-israelische Konflikt, die Situation in Myanmar/Burma, Zypern, Kosovo und im Irak sind einige Beispiele dafür.

## Finanzierung
Das jährliche Budget der Crisis Group beträgt mittlerweile über 15 Millionen US-Dollar (ca. 11 Millionen Euro). Davon stammen ungefähr 54 Prozent von Regierungen, 26 Prozent von internationalen Stiftungen und 20 Prozent von individuellen Gönnern und Körperschaften. 70 Prozent aller Spenden sind nicht an spezifische Projekte gebunden, so dass die ICG unabhängig über diese Gelder bestimmen kann.
Unter den Spendern finden sich die Regierungen von 13 EU-Mitgliedstaaten, darunter Deutschland und Österreich, sowie die Europäische Kommission selbst. Daneben sind die Regierungen Australiens, Kanadas, Liechtensteins, Neuseelands, Norwegens, der Schweiz, der Türkei, Katars und der USA Spender.
Unter den nicht-staatlichen Spendern befinden sich u. a. die Carnegie Corporation of New York, McKinsey & Company, Goldman Sachs und die Open Society Foundations von George Soros.

## Belegschaft und Standorte
Die Organisation beschäftigt mehr als 135 Mitarbeiter aus über 50 Ländern sowie ungefähr 20 Berater und 40 Praktikanten. Diese Mitarbeiter sind auf weltweit neun regionale Büros sowie vierzehn weitere Standorte verteilt und decken über 60 aktuelle oder potentielle Konflikte. Außerdem verfügt die Crisis Group über Advocacy Offices in Brüssel (Hauptsitz), Washington, D.C., New York und London, sowie Verbindungsstellen in Moskau und Peking. Die Berichte der ICG werden von Außenministerien, internationalen Organisationen und Nichtregierungsorganisationen verwendet. Sie sind frei zugänglich für die Öffentlichkeit und können von der Website der Organisation heruntergeladen werden.

## Regionen und Länder, über die ICG berichtet
Die globale Präsenz schlägt sich nieder in bis zu 80 ausführlichen Reports jährlich sowie hunderten von Interviews und Artikeln. Crisis Group berichtet zurzeit über ca. 60 Länder. Dazu gehören in Afrika: Burundi, Kamerun, die Zentralafrikanische Republik, Tschad, die Elfenbeinküste, die Demokratische Republik Kongo, Eritrea, Äthiopien, Guinea, Guinea-Bissau, Kenia, Liberia, Madagaskar, Nigeria, Ruanda, Sierra Leone, Somalia, Sudan, Uganda und Simbabwe.
In Asien: Afghanistan, Bangladesch, China und Taiwan, Indonesien, Kaschmir, Kasachstan, Kirgisistan, Myanmar/Burma, Nepal, Nordkorea, Pakistan, die Philippinen, Singapur, Sri Lanka, Tadschikistan, Thailand, Osttimor, Turkmenistan und Usbekistan.
In Europa: Armenien, Aserbaidschan, Bosnien und Herzegowina, Zypern, Georgien, Kosovo, Mazedonien, Nordkaukasus, Serbien und die Türkei.
Im Nahen Osten und Nordafrika: Ägypten, Tunesien, Algerien, Libyen, Israel/Palästina, Libanon, Jemen, Syrien, Bahrain, Jordanien, Saudi-Arabien, Iran und Irak.
Und in Lateinamerika und der Karibik: Bolivien, Kolumbien, Ecuador, Venezuela, Guatemala und Haiti.